# テレキ・パール
セーク伯爵テレキ・パール・ヤーノシュ・エデ（ハンガリー語: Teleki Pál János Ede、1879年11月1日 - 1941年4月3日）は、ハンガリーの政治家、政治学者、地理学者。戦間期に成立したハンガリー王国において首相を務め、二度目の首相在任中の1941年4月3日に自殺した。

## 略歴
テレキ・パールは1879年11月1日、ハンガリーの大土地所有貴族である、テレキ・ゲーザ伯爵の子としてブダペストで生まれた。テレキ家は元々トランシルヴァニアの貴族で、一時期トランシルヴァニア公を輩出したこともあった。父ゲーザはオーストリア＝ハンガリー帝国におけるハンガリー王国の内務大臣となったほか、ハンガリー科学アカデミー会員であり、歴史学協会の会長を務めるなどの学者でもあった。また叔父はアフリカにおいてルドルフ湖（現トゥルカナ湖）などを発見した探検家テレキ・サミュエルであった。この叔父の影響もあって、パールは地理学を志すようになった。

### 学者としてのキャリア

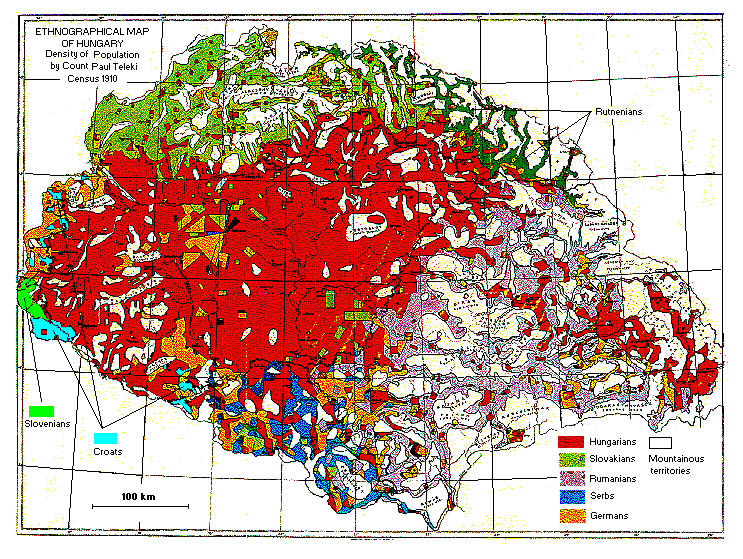
テレキが1910年に作成したハンガリー王国の民族分布図。赤がマジャール人の居住地

18歳の時にブダペスト大学に入り、フェルディナント・フォン・リヒトホーフェンやローツィー・ラヨシュ、チョルノキー・イェーノらに地理学を学び、さらに政治学も学んだ。1898年には地理学者としての最初の研究を発表している。また経済学の特別聴講生やブダペスト大学地理学研究所の助手を務める一方で、1903年にはブダペスト大学の政治学博士の学位を取得している。1905年にはハンガリー王国議会の議員となったが、これは学者としての地位による名誉職的なものであった。1906年にはハンガリー地理学協会の会員となり、1909年から12年間、ハンガリー地理学研究所の所長を務めた。1908年には国際地理学会議で「日本列島の地図作成の歴史」という論文を発表している。この論文によってフランス地理学会の権威ある賞であるジョマール賞を受賞し、世界的な地理学者であると認識されている。1919年にはブダペスト経済大学の政治学教授となり、政治地理学を教えていた。たびたび外遊を行い、各国の要人と交流を深めていた。大のイギリス好きでもあり、イギリスの首相デビッド・ロイド・ジョージとは特に親しい関係であった。
一方で、テレキは場所と人、場所と社会は密接に結びついていると主張しており、ハンガリーが敗戦を迎えた1920年には詳細なハンガリー民族（マジャール人）の分布地図を作成している。テレキはこの地図を「ハンガリー人の血の通った地図」と呼び、トリアノン条約による領土修正の不当さを訴えた。
またツラニズムの信奉者でもあり、1910年にはツラン協会の創設メンバーとなり、1913年から1916年までの間会長、1916年から1918年までは副会長を務めている。協会が1918年に東洋文化センターと改称して以降はそれほど関わりを持たなくなったが、名誉会長としての地位は死ぬまで続けている。

### 首相就任
ハンガリー・ルーマニア戦争後の混乱の後成立した臨時政府では、1919年5月3日から8月12日までテレキは教育相に任じられている。ハンガリー王国の摂政ホルティ・ミクローシュは、テレキを首相に指名した。テレキが名門の大貴族であった点と、各国語に堪能であり、前の民族分布地図の作成からもハンガリーの愛国者であると考えられたためである。1920年7月19日に正式に就任し、トリアノン条約における領土の修正交渉に当たっている。しかしテレキの交渉は無駄に終わり、さらにカール1世がハンガリー王位に就こうとする動きの対処に疲れ、1921年4月21日、ベトレン・イシュトヴァーン伯爵に首相の座をゆずった。

### 研究生活
研究生活に戻ったテレキは、1922年から1923年までの間大学経済学部長を務め、ブダペスト経済大学に経済学部地理学研究所と東洋研究所を作っている。1924年にはトルコとイラク王国の国境を画定する国際連盟委員会の委員となっている。一方でハンガリー領土回復の正当性を訴える動きを継続しており、1924年にはその目的のためハンガリー科学アカデミー研究所を設立し、1926年にはハンガリー統計協会政治学研究所を設立している。1925年にはハンガリー科学アカデミーの名誉会長となっている。1936年にはブダペスト経済大学経済学部とアメリカのコロンビア大学から名誉博士号を受けている。1937年から1938年まではヨーゼフ・ナーダール技術経済科学大学（現ブダペスト工科経済大学）の学長を務めた。
また1922年からはボーイスカウト協会に入り、いくつかの協会で会長を務めるなど普及に尽力している。現在のハンガリーにはテレキボーイスカウト協会が存在している。
1938年5月14日から1939年2月16日までは再び教育相を務めている。この時に第一次ウィーン裁定の交渉にも携わっていたが、スロバキア南部を獲得する代償が極めて高いものになることを認識していた。

### 二度目の首相

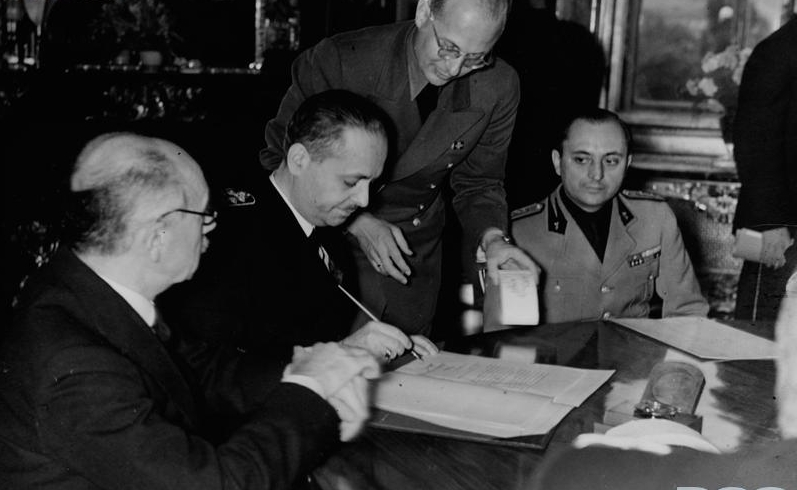
第二次ウィーン裁定調印の場のテレキ（左）

1939年、あまりに親ナチス・ドイツ的だったイムレーディ・ベーラ首相がホルティによって解任され、2月16日にテレキが18年ぶりに首相に任命された。テレキはナチズムに批判的である一方、ハンガリーの領土回復には熱心であったための人選であった。テレキは国境を接しているドイツと敵対することは出来ないことを認識し、ドイツの国力を利用して領土回復を図る一方で、イギリスやフランスとも良好な関係を保つという極めて困難な政治路線を取ることになった。ドイツのポーランド侵攻にあたっては、親ドイツ的な政策を継続するとドイツに伝える一方で、参戦については拒否する書簡を送った。ヒトラーは激怒し、結局ハンガリー政府はこの書簡を撤回することになった。しかしイギリス外相ハリファックス伯に表明はしないが中立政策をとることを伝えるなど、英仏との対立を避ける動きも続けている。実際に参戦が回避され、軍事的支援も行われなかったことが判明すると、英仏はハンガリーに対する輸出制限を緩めるなどしている。またドイツ軍に敗れ亡命してきたポーランド軍民の保護も行い、4万から5万のポーランド人がハンガリーを経由して西欧に脱出した。
一方で対ルーマニア政策においてはイタリアに対してルーマニア侵攻への援助を依頼している。しかしドイツが侵攻しないように釘を刺すなどしている。この動きは1940年7月の第二次ウィーン裁定によってドイツに仲裁され、北部トランシルヴァニアを獲得したものの、ドイツへの傾斜はより強いものとなった。テレキはイタリアとの関係を強めることでドイツの影響力を緩和するようもくろんだが、折からのドイツの快進撃は、国内における親独勢力矢十字党の伸張をもたらすことになった。テレキは一時亡命政府の樹立も考え、駐米公使に資金を送付している。また11月20日の三国同盟への参加は、イギリスによって「ハンガリーを事実上の敵国と見なす」というイギリスの警告を招くことになった。12月12日にはユーゴスラビアとの間で領国の領土要求を放棄する永久友好条約を結んでいる。
ナチズムに批判的であったテレキであるが、ユダヤ人たちからは非難されている。テレキの在任中にはユダヤ人学生制限法などの反ユダヤ立法が成立しており、反ユダヤ主義者であるという認定も行われている。法案自体はイムレーディ時代に準備されたものであるが、「私が私案を出せば、現法案よりも厳格なものになったであろう」と述べ、自らの人種主義思想については「人種と血統に基づく外国のイデオロギーに影響された」ものではなく、自分自身の科学的信念にもとづくものであると議会で言明している。

### 自殺

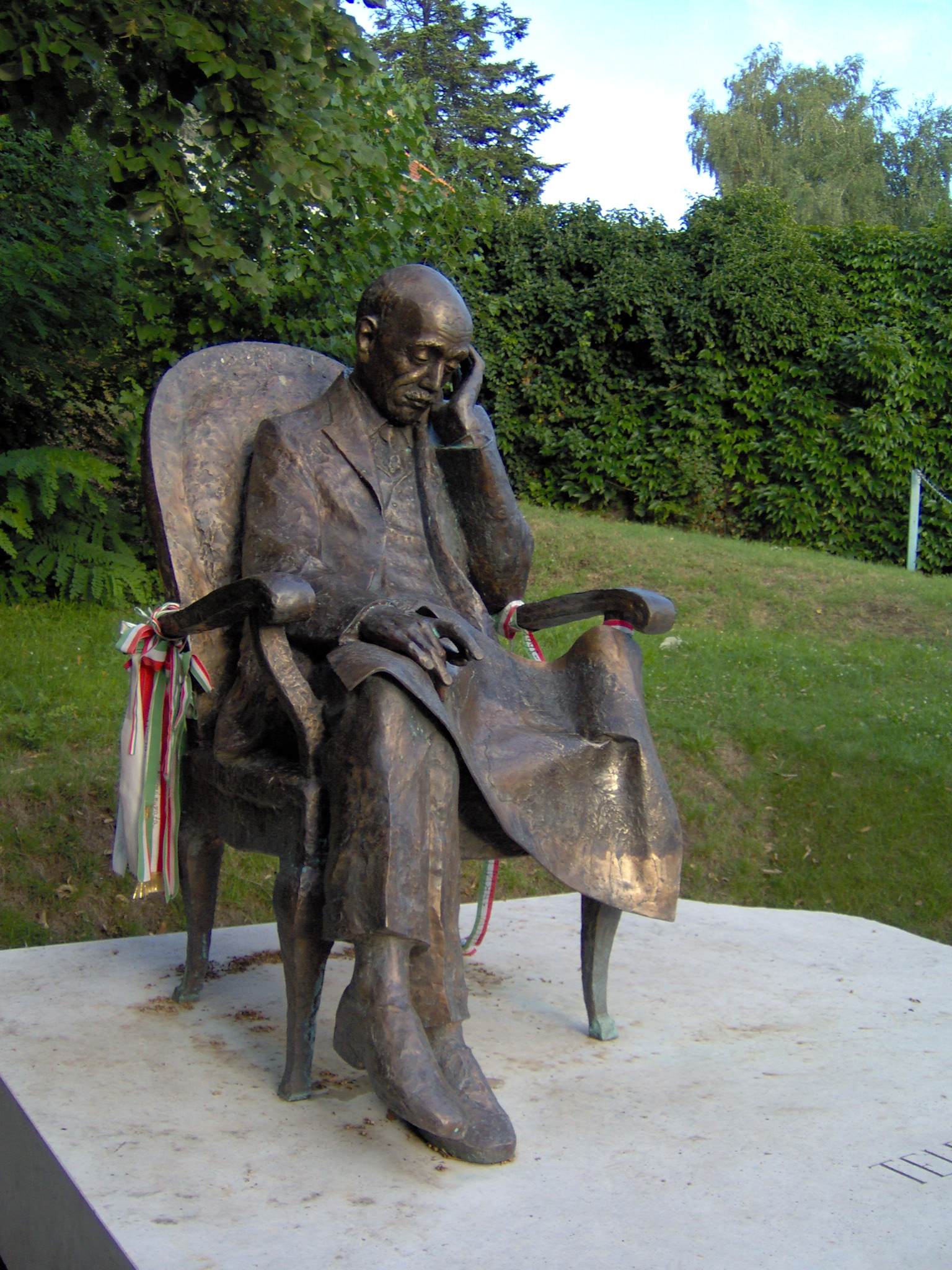
テレキ・パールの銅像。2004年の建立。当初ブダペスト市によってブダ城に建立される予定であったが、ハンガリー自由党や国内外のユダヤ人団体、サイモン・ヴィーゼンタール・センターからの抗議があり、バラトン湖湖畔の村にある、教会の中庭に設置された。

1941年、一時は三国同盟に加入したユーゴスラビアでクーデターが発生、アドルフ・ヒトラーはユーゴスラビアへの侵攻を計画した。ドイツはハンガリーに対してヴォイヴォディナを回復させる代償として、ドイツ軍のハンガリー領内通行と、対ユーゴ戦への参戦を要求した。締結したばかりの永久友好条約を踏みにじるだけでなく、はっきりとドイツ側につくことになるこの条件提示を受け、テレキはイギリスに救いを求めた。しかしイギリスからはドイツ軍の通行を認めれば敵国と見なすと宣言され、国内での賛同者もほとんどいない状態だった。
ナチズムの積極的な加担者と見られることを怖れたテレキは、4月3日、首相官邸の自室でピストル自殺を遂げた。テレキは自殺にあたって手記を残しているが、左手に拳銃が握られていたことなどから、矢十字党による暗殺説もある。
イギリスにおいてはテレキに同情的な評価が強く、イギリス首相ウィンストン・チャーチルも、「自分はテレキの気持ちを十分に理解していた」と回想している。
テレキの死後、ハンガリーはドイツに荷担する動きを強め、枢軸国の一員として第二次世界大戦を戦うことになる。テレキの名前は王国では顕彰され、国会議事堂の近くの通りがテレキ・パール通りと名付けられるなどした。しかし戦局は悪化し、1944年の王国崩壊（パンツァーファウスト作戦）と戦後の領土再喪失、共産化を招くことになる。テレキの名を冠したものは、共産主義時代に改名されている。

## 栄典
- ポーランド共和国功労勲章星付きコマンドルスキ十字勲章 （二等）[21]（2001年）